# The Path of Totality
The Path of Totality — десятый студийный альбом американской ню-метал-группы Korn, издан 2 декабря 2011 года в Европе и 6 декабря — в США.
С 21 октября 2011 года студийная работа стала доступна для предзаказа на iTunes и Amazon.
Продюсированием альбома занимались различные деятели дабстепа, таких как Skrillex, Noisia, Excision и другие, что повлияло на пластинку в целом. Первый сингл с альбома — Get Up!, был доступен в свободном цифровом виде публике 6 мая 2011 года. Narcissistic Cannibal был выпущен в качестве второго сингла 18 октября 2011 года.
Джонатан Дэвис об альбоме: «Я хочу что-то новаторское. Я хочу поменять темы. Я хочу поменять то, что мы не должны делать. Я хочу создать искусство разнообразное и не соответствующее тому, что происходит. Мы не создали дабстеп-альбом. Мы создали альбом Korn.»
Журнал Revolver назвал The Path of Totality альбом года в их 100-й номер. Korn также введен на церемонию Kerrang! в Зал Славы Kerrang! в 2011. Это последний альбом Korn выпущенный без гитариста Брайана Уэлча, который заявил о возвращении в группу, чтобы записать полноценный альбом в 2013 году.

## Список композиций
| №                   | Название                                                        | Продюсер                                  | Длительность |
| ------------------- | --------------------------------------------------------------- | ----------------------------------------- | ------------ |
| 1.                  | «Chaos Lives in Everything» (при участии Skrillex)              | Skrillex, Джим Монти                      | 3:47         |
| 2.                  | «Kill Mercy Within» (при участии Noisia)                        | Noisia, Джим Монти                        | 3:35         |
| 3.                  | «My Wall» (при участии Excision)                                | Excision, Джим Монти, Downlink            | 2:55         |
| 4.                  | «Narcissistic Cannibal» (при участии Skrillex & Kill The Noise) | Skrillex, Kill The Noise, Джим Монти      | 3:10         |
| 5.                  | «Illuminati» (при участии Excision & Downlink)                  | Excision, Downlink, Джим Монти            | 3:16         |
| 6.                  | «Burn the Obedient» (при участии Noisia)                        | Noisia, Джим Монти                        | 2:38         |
| 7.                  | «Sanctuary» (при участии Downlink)                              | Downlink, J Devil, Джим Монти             | 3:24         |
| 8.                  | «Let's Go» (при участии Noisia)                                 | Noisia, Джим Монти                        | 2:40         |
| 9.                  | «Get Up!» (при участии Skrillex)                                | Skrillex, Джим Монти                      | 3:42         |
| 10.                 | «Way Too Far» (при участии 12th Planet)                         | 12th Planet, Flinch, Downlink, Джим Монти | 3:49         |
| 11.                 | «Bleeding Out» (при участии Feed Me)                            | Feed Me, Джим Монти                       | 4:49         |
| Общая длительность: | Общая длительность:                                             | Общая длительность:                       | 37:45        |

| №                   | Название                                           | Продюсер                                        | Длительность |
| ------------------- | -------------------------------------------------- | ----------------------------------------------- | ------------ |
| 12.                 | «Fuels the Comedy» (при участии Kill the Noise)    | Kill the Noise, Джон Монти                      | 2:49         |
| 13.                 | «Tension» (при участии Exsicion, Datsik, Downlink) | Exsicion, Datsik, Downlink, J Devil, Джим Монти | 3:56         |
| Общая длительность: | Общая длительность:                                | Общая длительность:                             | 44:30        |

Также специальное издание включает в себя DVD полное выступление Korn Live: The Encounter
12. Fuels The Comedy (Feat. Kill The Noise)
13. Tension (Feat. Excision, Datsik, Downlink & Infected Mushroom)

## Участники записи
- Джонатан Дэвис — Вокал
- Реджинальд «Филди» Арвизу — Бас-гитара
- Джеймс «Манки» Шаффер — Гитара
- Рэй Лузье — Ударные

## Позиции в чартах
| Чарт (2011)                             | Наивысшая позиция |
| --------------------------------------- | ----------------- |
| Australia (ARIA)                        | 32                |
| Austria (Ö3 Austria Top 40)             | 24                |
| Belgium (Ultratop Flanders)             | 97                |
| Belgium (Ultratop Wallonia)             | 76                |
| Finland (Suomen virallinen lista)       | 36                |
| France (SNEP)                           | 92                |
| Germany (Media Control AG)              | 28                |
| Italy (FIMI)                            | 56                |
| Mexico (AMPROFON)                       | 96                |
| Netherlands (MegaCharts)                | 81                |
| New Zealand (RIANZ)                     | 28                |
| Poland (ZPAV)                           | 46                |
| Sweden (Sverigetopplistan)              | 53                |
| Switzerland (Schweizer Hitparade)       | 32                |
| UK Albums (The Official Charts Company) | 68                |
| US Billboard 200                        | 10                |
| US Dance/Electronic Albums (Billboard)  | 1                 |

| Год  | Песня                       | US Alt. | US Main. | US Dance | CAN | UK Rock |
| ---- | --------------------------- | ------- | -------- | -------- | --- | ------- |
| 2011 | «Get Up!»                   | 26      | 10       | —        | —   | —       |
| 2011 | «Narcissistic Cannibal»     | 18      | 6        | 31       | 97  | 4       |
| 2012 | «Way Too Far»               | —       | 38       | —        | —   | —       |
| 2012 | «Chaos Lives In Everything» | —       | —        | —        | —   | —       |